# Jan Loones
Jan Florent Maria Loones (Diksmuide, 2 juni 1950) is een voormalig Belgisch politicus voor N-VA.

## Levensloop
Hij is de zoon van Honoré Loones en Rosette Dewitte, beiden burgemeester van Oostduinkerke.
Hij liep school aan de Rijksuniversiteit Gent waar hij in 1973 afstudeerde als licentiaat in de rechten. Vervolgens verwierf hij aan de VUB in 1975 een licentie in het notariaat, alsook een bijzondere licentie in het verzekeringsrecht. Ten slotte behaalde hij datzelfde jaar een diploma in de fiscaliteit aan het Fiscale Hogeschool aan het Sint-Aloysius. Van beroep werd hij in 1975 actief als advocaat.
In 1975 werd Loones lid van de Volksunie, maar brak met de partij ten tijde van het Egmontpact. In het kader van de verruimingsoperatie van partijvoorzitter Jaak Gabriëls keerde hij in 1987 naar de partij terug.
Van 1983 tot 2018 was Loones gemeenteraadslid van Koksijde, eerst voor de lokale lijst Vernieuwing, daarna voor de Volksunie en uiteindelijk voor de N-VA. Van 1995 tot 2015 was hij er eerste schepen. In 1995-2000 was hij bevoegd voor Openbare Werken, Informatie, Ontwikkelingssamenwerking en Europese Zaken, in 2001-2006 voor Openbare Werken, Informatie, Ontwikkelingssamenwerking en Juridische Zaken, in 2007-2012 voor Cultuur, Erfgoed, Informatie, Juridische Zaken en Groendienst en in 2013-2015 voor Cultuur, Erfgoed, Internationale Samenwerking en Ontwikkelingssamenwerking. Bij de gemeenteraadsverkiezingen van oktober 2018 was hij geen kandidaat meer ten voordele van zijn zoon Sander.
Van januari 1989 tot november 1991 zetelde hij voor het arrondissement Veurne-Diksmuide-Oostende in de Kamer van volksvertegenwoordigers, als opvolger van Julien Desseyn. Hij nam er zitting in de commissies Financiën en Justitie. In diezelfde periode had hij als gevolg van het toen bestaande dubbelmandaat ook zitting in de Vlaamse Raad, waar hij actief was in de commissie Financiën en Begroting. De Vlaamse Raad was de voorloper van het huidige Vlaams Parlement.
In 1991 werd hij aangesteld als provinciaal senator voor de provincie West-Vlaanderen. In de Senaat werd Loones in de legislatuur 1991-1995 lid van de commissie Justitie en stond hij aan de basis van het beschermingsdecreet voor de Vlaamse duinen uit 1993. Bij de volgende federale verkiezingen van mei 1995 werd hij rechtstreeks verkozen in de Senaat. Vanaf 1993 was hij er fractievoorzitter voor de Volksunie. 
Datzelfde jaar speelde hij een bepalende rol op het communautaire congres van de Volksunie in Wachtebeke, waar de partij zich uitsprak voor een onafhankelijk Vlaanderen binnen een federale Europese Unie en pleitte voor een rechtstreekse vertegenwoordiging van Vlaanderen binnen de internationale structuren. Twee jaar later, in 1995, gaf hij mee vorm aan een nieuwe campagne van de partij rond amnestie en rechtsherstel voor de getroffenen van de Repressie na de Tweede Wereldoorlog. Ook droeg hij bij aan het volksnationalistische imago van de Volksunie door op internationaal niveau betrekkingen aan te gaan met staatsvormende volkeren als de Koerden en de Palestijnen.
Bij de tweede rechtstreekse verkiezingen voor het Vlaams Parlement van 13 juni 1999 werd hij verkozen in de kieskring Veurne-Diksmuide-Ieper-Oostende. Van juli 1999 tot september 2002 maakte hij als secretaris deel uit van het Bureau (dagelijks bestuur) van het Vlaams Parlement. In dezelfde periode zetelde hij in de commissie Mobiliteit, Openbare Werken en Energie
Binnen de Volksunie behoorde hij tot de traditioneel Vlaams-nationale vleugel die afkerig stond tegenover de samenwerking met de links-liberale politieke vernieuwingsbeweging ID21, een vehikel opgezet door VU-boegbeeld Bert Anciaux. Hij sloot zich aan bij de zogenaamde Oranjehofgroep, die het interne verzet tegen de in hun ogen te progressieve partijkoers van de VU organiseerde en aan de basis lag van de verkiezing van Geert Bourgeois tot partijvoorzitter van de Volksunie in januari 2000, die de partij weer wilde laten aansluiten bij een traditioneel Vlaams-nationale koers. De verkiezing van Bourgeois versterkte de spanningen binnen de partij met de strekking rond Bert Anciaux en Patrik Vankrunkelsven, die het partijbestuur trachtte weg te werken door Jan Loones samen met Herman Lauwers en Paul Van Grembergen aan te duiden om voorstellen uit te werken over de toekomst van de alliantie tussen de Volksunie en ID21 en een oplossing te vinden voor de impasse binnen de partij. Het compromisvoorstel van de drie heren werd echter door beide kampen binnen de partij afgewezen, hetgeen de uiteindelijke implosie van de partij dichterbij bracht.
Uiteindelijk werd in 2001 beslist om een ledenbevraging te houden over de toekomst van de Volksunie, waarbij de partij uiteenviel in drie kampen: de groep 'Vlaams-nationaal', de progressieve 'Toekomstgroep' en de neutrale groep 'Niet-Splitsen'. Geen enkele van deze groepen behaalde bij het interne referendum de meerderheid, al had 'Vlaams-nationaal' met 47,1 procent de sterkste score behaald. Loones lag vervolgens mee aan de basis van de oprichting van de Nieuw-Vlaamse Alliantie (N-VA), waar hij lid werd van het partijbestuur. Van 2002 tot 2004 was Loones voorzitter van de officieuze N-VA-fractie in het Vlaams Parlement. Tijdens de eerste besprekingen over een mogelijk kartel tussen N-VA  en de christendemocratische CD&V in de zomer van 2003, die uiteindelijk afsprongen, was hij een van de N-VA-kopstukken die zich verzetten tegen een dergelijke samenwerking, die er in februari 2004 dan toch kwam.
Na de Vlaamse deelstaatverkiezingen van 13 juni 2004 legde hij op 22 juli 2004 in opvolging van Vlaams minister Geert Bourgeois de eed af als Vlaams volksvertegenwoordiger. Hij werd van 2004 tot 2008 toegevoegd lid van de commissie Buitenlands Beleid, Europese Aangelegenheden, Internationale Samenwerking en Toerisme en vanaf 2006 zetelde hij tevens in de commissie Cultuur, Jeugd, Media en Sport.
In 2008 kwam hij in opspraak doordat hij een aantal boetes voor overdreven snelheid niet had betaald. De parketten van Brugge en Veurne vroegen toen de opschorting van Loones' parlementaire onschendbaarheid. Op 1 oktober van dat jaar gaf hij zijn mandaat in het Vlaams Parlement door aan Gino De Craemer. Sinds 17 november 2008 mag hij zich eresecretaris van het Vlaams Parlement noemen. Die eretitel werd hem toegekend door het Bureau (dagelijks bestuur) van diezelfde assemblee.
Daarnaast was hij in 2006 samen met Luc Van den Brande de grondlegger voor het CD&V-N-VA-projectontwerp van Vlaamse grondwet. Op 11 juni 2004 kreeg hij de titel officier in de Leopoldsorde.
Zijn zoon Sander trad in zijn voetsporen en die van zijn grootouders en is eveneens een N-VA-politicus.